# ابومحمود حامد بن خضر خجندی
ابومحمود حامد بن خضر خجندی (۹۴۰ -۱۰۰۰ میلادی) متولد  خجند   تاجیکستان  متوفی ۳۷۹ش وی موسس رصدخانه شهر ری ریاضی‌دان و ستاره‌شناس  و از منجمین مهم دربار آل بویه در قرن چهارم بود.

## تاسیس رصدخانه شهرری و کارهای علمی
خجندی تحت حمایت امیران آل بویه رصدخانه ری را تاسیس کرد و در آن کار می کرد، جایی که معروف است در سال 994 پس از میلاد اولین دیوارنگاره عظیم را ساخت که هدف آن تعیین انحراف محوری زمین ("انحراف دایره البروج") بود.
او انحراف محوری را برای سال 994 پس از میلاد 23 درجه و 32 دقیقه تعیین کرد. او اشاره کرد که اندازه گیری های منجمان قبلی مقادیر بالاتری یافته است (هندی ها: 24 درجه؛ بطلمیوس 23 درجه و 51 دقیقه) و بنابراین کشف کرد که انحراف محوری ثابت نیست و در حال کاهش است.اما اندازه گیری او حدود 2 دقیقه کمتر از واقعیت بود،( احتمالاً به دلیل نشست ابزار سنگین او در طول مشاهدات).
احتمال می‌رود که قضیه جیب (سینوس) مربوط به مثلثات کروی را او ابداع کرده باشد.  او به‌طور ناقص، که مجموع مکعب‌های دو عدد برابر با مکعب عدد سوم نمی‌شود. «یک کتاب درسی هندسه و اثری دربارهٔ مقدار میل دائرةالبروج به خجندی نسبت داده شده‌است.»
او بر روی قضیه آخر فرما کار کرد. و نیز ابزار نجومی بزرگی به نام سٌدس فخری برای اندازه‌گیری میل دائرةالبروج ساخت.

## آثار
- زیج‌الفخری (برجای نمانده‌است)
- مسائل متفرقه هندسیه لبعض العلماء